# Río Ocoña

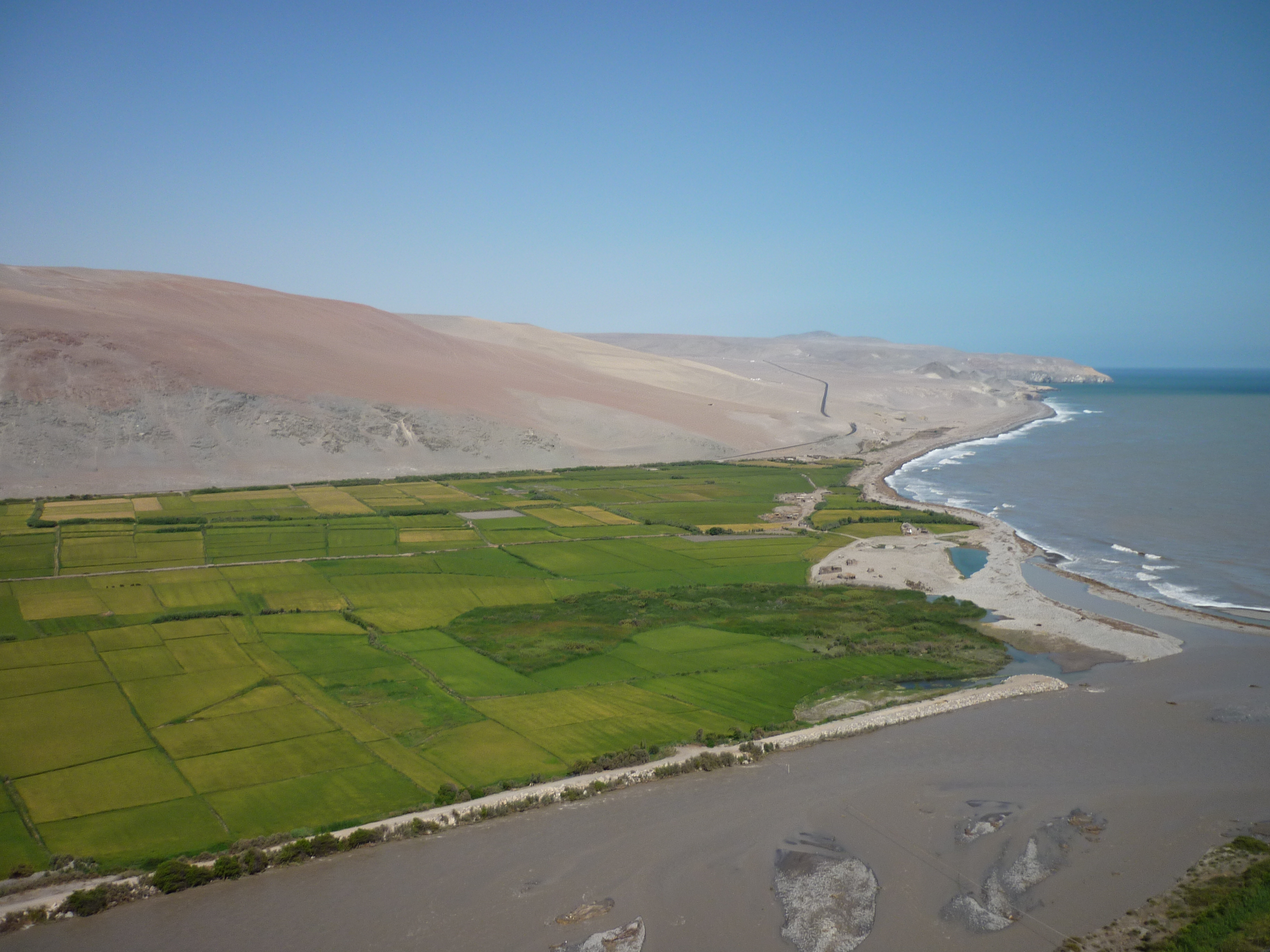
Río Ocoña

El río Ocoña es un río del Perú. Está ubicado en la provincia de Camaná, departamento de Arequipa.

## Valle
El valle de Ocoña,   bajo riesgo en condiciones muy favorables, debido a que este río, que constituye su principal fuente de abastecimiento de agua, es de régimen regular por la gran extensión de su cuenca colectora y por la incidencia de los deshielos de los nevados, cuyos aportes contribuyen a mantener un caudal elevado aún en época de estiaje. El río Ocoña es considerado el tercero en importancia de la costa peruana siguiendo a los ríos Chira y Santa. Esta cuenca se extiende sobre el territorio que comprende las provincias de La Unión (48.75%), Condesuyos (39.71%), Camaná (8.49%), Caravelí (2.99%) y Castilla (0.05%) del departamento de Arequipa y las provincias del departamento de Ayacucho.
Las aguas descargadas por este río, en consecuencia, satisfacen holgadamente los requerimientos para el riego, debido al considerable caudal que aporta el río y la reducida extensión del valle, de tal manera que no ha sido necesario efectuar obras de regulación.
El ámbito de la provincia de Camaná, comprende otros tres distritos, que corresponden a las cuencas de los ríos Ocoña y Quilca - Chili; perteneciendo a la primera cuenca los distritos de: Ocoña y Teodoro Valcárcel (Urasqui), y a la segunda cuenca el distrito de Quilca.

## Cuenca
La cuenca de Ocoña comprende 3 subcuencas bien definidas, dentro del departamento de Ayacucho la Subcuenca Marán, y en el departamento de Arequipa la Subcuenca Cotahuasi, Subcuenca Arma y subcuenca Ocoña.
La Subcuenca de Cotahuasi.- Abarca los distritos de Alca, Charcana, Cotahuasi, Huaynacotas, Pampamarca, Puyca, Quechualla, Sayla, Tauria, Tomepamapa y Toro de la provincia La Unión; con un área bajo riego de 5706 has con 6833 usuarios, representando el 93,83% del área agrícola total, irrigada por gravedad; el área sin irrigar es 375 has.
La Subcuenca de Arma.- Se encuentra en la provincia de Condesuyos, con un área bajo riego de 5706 has con 6833 usuarios, representando el 93,83% del área agrícola total, irrigada por gravedad; el área sin irrigar es 375 has.
La Subcuenca de Ocoña: Se encuentra en las provincias de Camaná, Condesuyos y Caravelí; del departamento Arequipa y parte del departamento Ayacucho.
- Datos: Q5763368
- Multimedia: Ocoña River / Q5763368